# 2016年中華航空空服員罷工事件

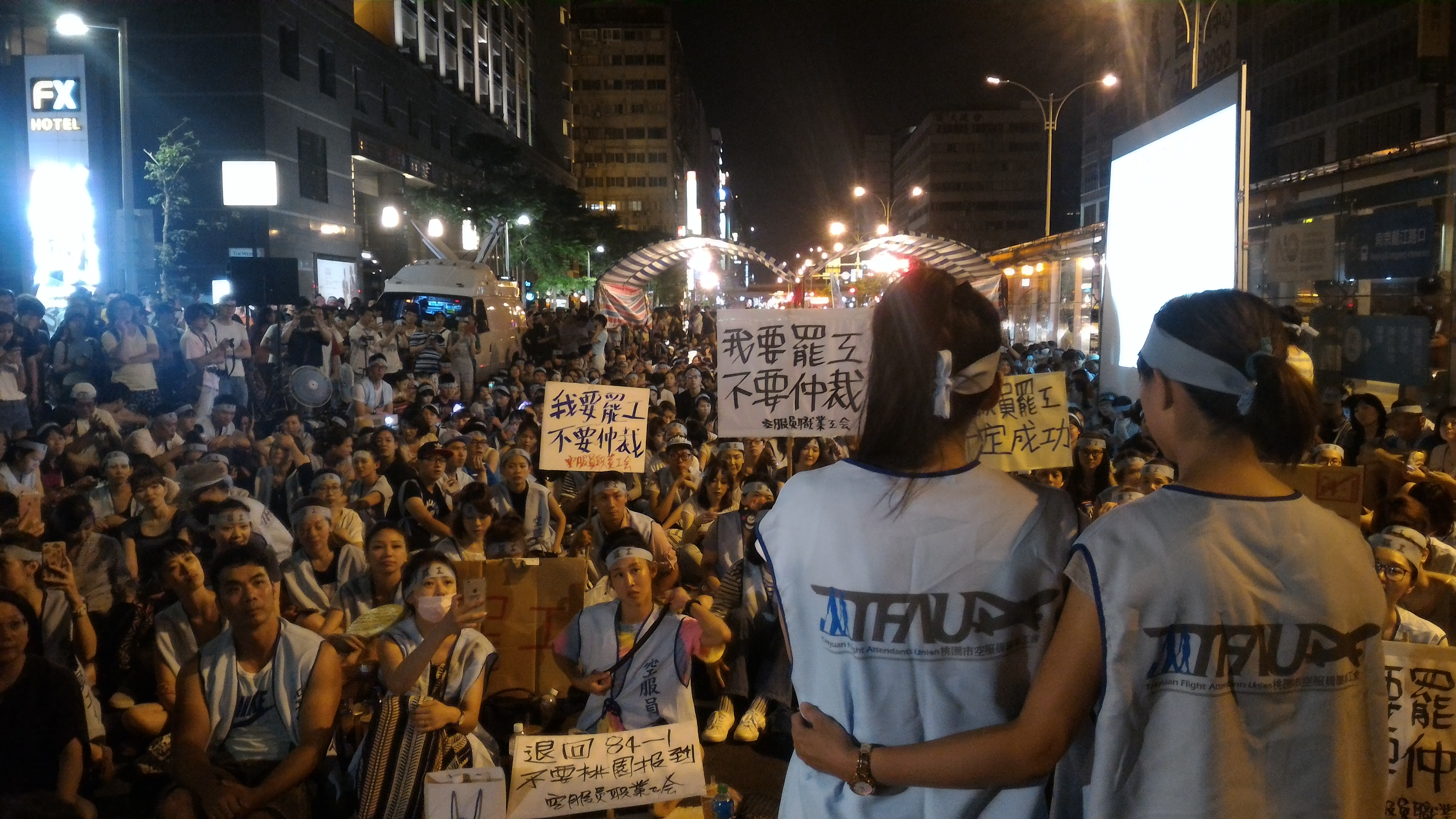
空服員罷工現場

2016年華航空服員罷工行動是指2016年6月由中華民國桃園市空服員職業工會針對中華航空客艙組員發起的罷工行動。桃園市空服員職業工會在取得合法罷工權後，宣布自2016年6月24日凌晨0時起開始發動罷工行動，不再供應勞務。此次罷工持續了三天，27日凌晨才復工，但在24日時，勞資雙方便達成共識，是個成功的罷工案件，也是1988年5月1日台灣鐵路管理局司機員罷工事件後台灣第二起大型罷工事件。
這次事件除了是中華民國首例空中服務員的罷工行動；同時也是繼2015年桃園市機師職業工會後，中華民國航空史上第二次有航空業界員工取得合法罷工權。這兩次事件的相關勞動權利，均由2011年修正的勞動三法所賦予；不過，由於桃園市機師職業工會獲得罷工權後最終並未發動罷工行動，使得本次事件成為首次取得合法罷工權、並發動實行的罷工行動。

## 背景
中華航空公司是中華民國的國家航空公司，即便在民營化後，中華民國政府仍擁有相當程度的掌控權，但因為機組人員的工作休息與薪資等問題，曾經發生過多次勞資爭議。
2008年兩岸開放直航，以及2011年10月，台日簽訂航空新約，彼此開放天空，航班越來越密集。此外，廉價航空的興起，開始大量出現半夜飛行的「紅眼」航班；傳統航空公司為了與其競爭，也開始加開紅眼航班，使得空勤組員的生理時鐘大亂。而國際油價大漲，使得航空公司獲利困難，在此情況之下，經營階層千方百計節約成本，使得員工的工作條件變差、休假變少，連薪水也縮水。
由於中華民國《工會法》規定單一企業只能組單一工會，一旦企業工會的體制由資方掌控，工會功能將難以伸張。華航的工會亦如此，雖然在2013年，勞方成功奪取華航工會第三分會(會員以空服員為主)主導權，陸續參與多次抗爭行動，但由於僅為分會名義而不被資方視為協商對象，為了取得合法爭議權，原華航工會第三分會於2015年11月改組為桃園市空服員職業工會。
2016年5月5日，中華航空公司依照公司既定政策而宣布從6月1日開始，空中服務員的報到地點從臺北市松山區變更為桃園市總部，並片面要求簽署基於《勞動基準法》第84條之1項的責任制約定書。然而此舉將導致中華航空空中服務員的任務與任務之間的時數遭到壓縮，同時又透過責任制要求空中服務員必須使用自己時間完成原先計算在工作時間內的工作。因此中華航空公司在實施新制度後，反而導致空中服務員會因為休息時數不足，而感到飛行工作更為辛苦。

## 罷工前協商
5月13日上午10時，桃園市空服員職業工會動員超過150名空中服務員前往中華民國勞動部，抗議中華航空變更勞動條件。其中抗議成員指控公司利用《勞動基準法》第84條之1項，要求工作條件回歸勞基法內容。同時桃園市空服員職業工會也展示超過千份中華航空的空中服務員委託書和資方的責任制同意書，表示已經準備發動罷工抗爭。對此中華民國勞動部則提及雙方應在不違反勞動相關法令的前提下，秉持誠信原則進行溝通，中華航空也表示願意檢視問題並進行調整。

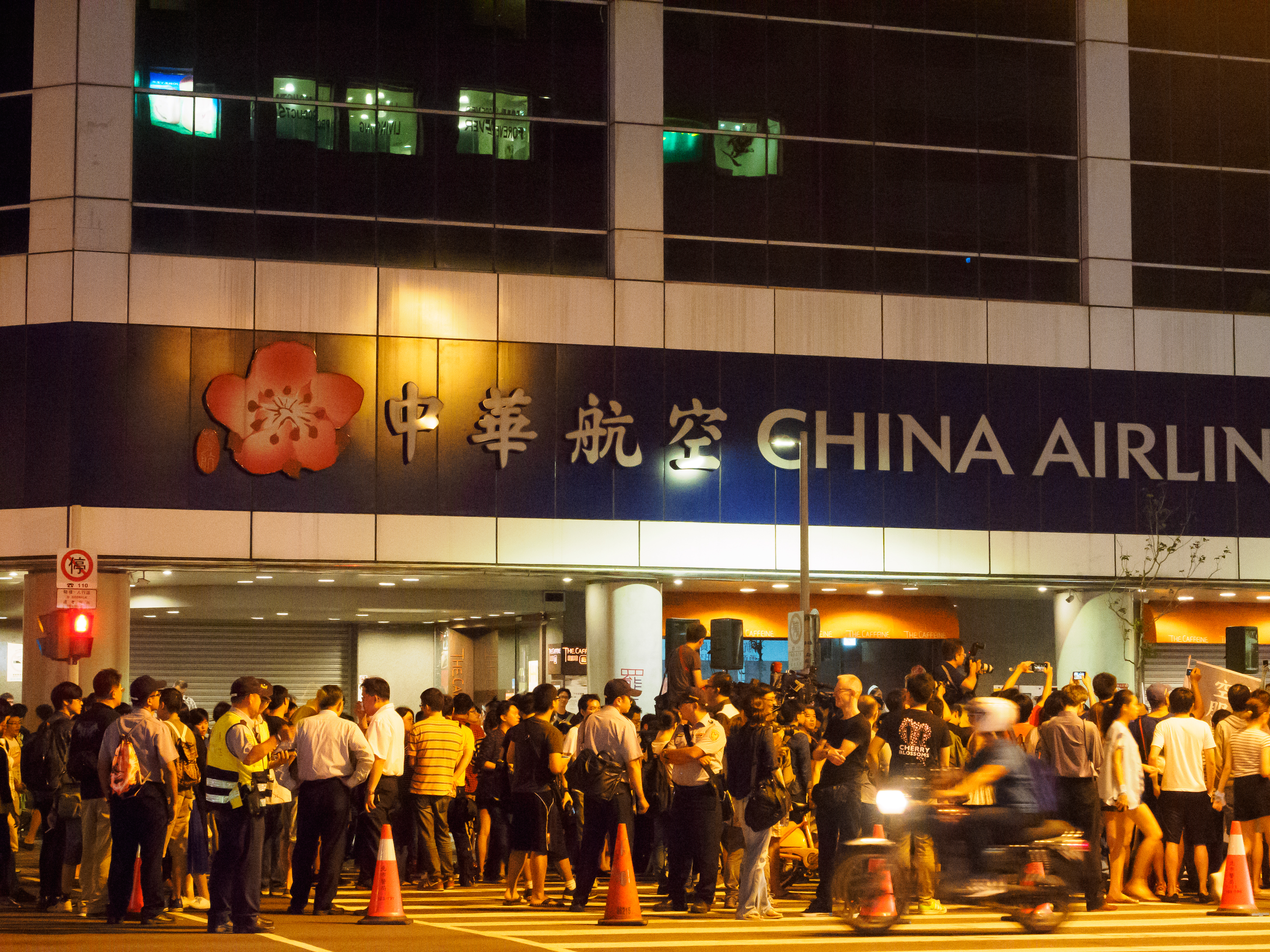
華航正式罷工

5月20日，在罷工初期，華航總經理張有恒就已經遞出辭呈，但是時任中華民國交通部部長賀陳旦未准許。
5月31日下午，抗議新條款執行對工作時數影響的桃園市空服員職業工會聯合不滿中華航空公司積欠假期的機師職業工會、和要求改善維修員工作環境的中華航空修護工廠工會，上千名中華航空所屬飛行員、空中服務員和維修工廠員工發動大規模抗爭遊行。而自凌晨4時開始，3名中華航空空中服務員羅永祥、洪蓓蒂、謝宜仲也在中華航空臺北分公司以站立12小時的方式抗議，希望社會大眾理解中華航空紅眼航班的過勞問題，尤其是機上工作時間長達11個小時至12個小時的長春、金邊和曼谷等航線，現場亦獲得部分民眾聲援。而在當天上午，中華航空總經理張有恒公布五點聲明，坦承溝通部分努力不夠，但表示工時和工作權並未因為這次更動有所影響，並表示為了避免引起社會紛擾，希望交付仲裁。
儘管張有恒呼籲員工應該繼續留在工作崗位上，桃園市空服員職業工會仍宣稱將在6月9日端午節集體休假，而機師職業工會也表示在同日將會有800名中華航空公會成員集體休假。面對中華航空員工可能於端午節發動集體休假的行動，張有恒則回應將由2年內卸下空中服務員職務而轉任地勤工作的20名員工遞補。不過在中華航空公司相關企業工會發起員工街頭抗議並提出罷工抗爭後，中華航空公司隨即做出解雇華航修護工廠企業工會主要幹部劉惠宗、朱梅雪等處分，此舉引起民主進步黨籍立法委員段宜康的批評。
2016年6月13日，華航請求桃園市政府依職權交付仲裁，但時任桃園市市長鄭文燦表示，希望華航公司積極主動與工會、員工溝通、協商，尋找共識，才能真正勞資糾紛；桃園市政府勞動局也表示，若執行仲裁，將阻止工會發動罷工投票，影響勞工罷工權行使，且職權仲裁不像合意仲裁具約束力，若勞方對職權仲裁結果不滿意，仍可提出調解，如此陷入無限循環。

### 雙方爭執點
|   | 空服員訴求                                       | 華航回應 |
| - | ------------------------------------------------ | --- |
| 1 | 外站津貼每小時從2美元提高到5美元，非會員不得享有 | 簽署《勞基法》第84-1約定書之空服員，將比照機師給每小時3美元外站津貼                                                                |
| 2 | 保障年休123天、月休8天、季休30天                 | 簽署《勞基法》第84-1約定書之空服員給予年排116天（不含在外站休息日數），每月保障排休8天，不足者年度結算以全薪買回                   |
| 3 | 實施考績雙向互評                                 | 互評易製造對立，華航公司無法接受，希望在符合公平的原則請工會提出具體的實施辦法                                                     |
| 4 | 給予空服工會代表、理事、監事會務假               | 桃園市空服員職業工會並非僅處理與華航相關之業務，全面給會務假不合理，將有條件核予會務假                                             |
| 5 | 不得更改會員現行報到處及工時計算方式             | 其他華航員工都在桃機報到，答應要求顯失公平，但改桃園報到後，加班費給付門檻降低，區域線工時從12小時起計算降為10小時                 |
| 6 | 國定假日出勤雙倍工資                             | 國定假日已挪移至其他日，無加倍工資問題，挪移後之休息日出勤，會給加倍工資                                                           |
| 7 | 除越洋航線，全面回歸《勞基法》保障               | 無論越洋航線或區域航線皆屬輪班性質，均有例假日挪移及女性夜間工作之必要。工時約定書會由地方勞動主管機關核可，《勞基法》權益會受保障 |

### 董事長回應
華航董事長孫洪祥認為，其他華航員工都在桃機報到，如果答應職業工會訴求，顯失公平；職業工會提出提高空服員外站津貼部分，華航已同意從每小時2美元增加到3美元，高於業界，工會卻要求一定要每小時5美元，對於華航未來的財務狀況將是極大的沉重負擔。

## 舉行罷工投票
儘管5月31日的遊行活動獲得大量員工支持，然而中華航空公司仍堅持執行報到新制度而未對訴求有正面回應，在與中華航空公司的勞資協商破局後，使得桃園市空服員職業工會決定針對中華航空所屬空中服務員啟動罷工程序。6月10日，桃園市空服員職業工會在限定2,638名作為中華航空空中服務員的工會會員具投票權的情況下舉辦罷工投票，並分別在臺北市、高雄市、桃園市三個地點設立罷工投票處，同時公會臨時會員代表大會並通過設定70%同意票的罷工門檻。此次罷工投票成功獲得許多中華航空空中服務員響應行動，而桃園市政府勞動局也表示不會進入強制仲裁階段，之後桃園市市長鄭文燦也表示將會維持不交付強制仲裁的立場，認為讓勞資雙方以對等立場進行協商，是保護勞工權益的基本做法，台灣沒有強制仲裁前例，且仲裁後仍需勞資協商。
面對空服員職業工會提出罷工投票，中華航空企業工會則是在6月20日於臺北市召開記者會反制，批評罷工行動由非中華航空內部的工會主導並不合理，且指控這次罷工受到外部勢力操控，同時要求安定並保障工作權。不過中華航空企業工會批評並反對空中服務員罷工的言論，則導致桃園市產業總工會批評其已經成為「御用化工會」；認為由於現今中華航空內部的工會根本無法代表基層員工的聲音，導致飛行員、修護人員和空中服務員必須另外成立工會。而在罷工期間，空服員職業工會會員可以不至工作場所上班，相對地作為僱主的中華航空也可以不提供薪資。

### 投票通過
6月21日晚上，桃園市空服員職業工會開始統計中華航空空中服務員罷工投票的結果，當中包括2,535張同意罷工票、9張不同意罷工票和3張無效票，贊成罷工得票率超過99.5%，甚至大幅超過工會原先設定的70%同意票的罷工門檻。對此空服員職業工會宣布取得實質罷工權，將於暑假期間正式展開罷工行動爭取權益，並計畫在6月底發起遊行。對於中華航空空中服務員計畫罷工行動，中華民國勞動部和中華民國交通部表示會積極協調並鼓勵雙方持續進行，協商；不過前者表示尊重工會的行動，後者則呼籲空服員職業工會針對訴求有所讓步
對於桃園市空服員職業工會獲得罷工權後，中華航空則是發表聲明表示不會放棄溝通，並且另外擬定方案因應空中服務員的罷工行動。不過中華民國消費者文教基金會則表示中華航空必須有所應變，且不能影響旅客飛行安全。6月22日上午，中華航空總經理張有恆表示對於職業工會無意溝通表達遺憾，表示願意釋出最大誠意與職業工會溝通，並希望空中服務員不要發動罷工行動。之後中華航空也質疑投票人數和工會宣布人數有所差距，並表示已經準備600多名後援人力與因應方案，計畫將視航班受影響情況進行改變班次、更換飛機、請求其他航空公司協助旅客轉班等調度規劃，以在空中服務員罷工期間保障旅客權益。
而在同日上午，20多名桃園市空服員職業工會成員前往交通部民用航空局召開「華航漠視飛航安全，民航局管不管？」記者會，要求交通部民用航空局表態，雙方並一度發生推擠衝突。其中空服員職業工會質疑交通部民用航空局處理中華航空在工會罷工期間的飛行航空安全問題的方式，並批評交通部民用航空局對於中華航空忽視勞工權益未有處理。對於中華航空計畫召回退休空中服務員並給予4天訓練以重投工作，交通部民用航空局表示中華航空啟用離職空中服務員必須接受充足訓練，否則將會依照規定開罰。

## 罷工行動開始
2016年6月23日，桃園市空服員職業工會宣布所屬中華航空的空中服務員自6月24日凌晨0時起發動罷工行動，不再供應勞務。當日晚間11點，華航總經理張有恒應證交所要求做出重大訊息視訊會議，宣布6月24日從早上6點到晚上10點，華航從桃園、松山出發航班，除總統專機外全面停飛，台南跟高雄則維持正常，松山出發航班共計3班，桃園出發航班共計有64班，總計67班，旅客超過2萬人
因應空服員罷工，華航表示會盡量協助受影響旅客轉搭其他航班，並補發100美元抵用券，請旅客主動聯絡華航客服人員。
2016年6月24日上午，何煖軒成為華航新的董事長，何煖軒表示將同意空服員職業工會的協商前提，就是先回到6月1日的勞動條件，取消桃園機場報到，改回松山機場報到，讓勞資雙方有機會坐下來談。同日下午兩點，何煖軒親自到空服員罷工抗爭現場，並表示同意空服員回松山機場報到，其他六項訴求都有彈性可以談，與工㑹的談判一定是白紙黑字，也絕不秋後算帳。而這段發言，立即引來現場空服員不滿高喊：「沒有結果！沒有停止！」「現在談！」，並表達希望6項訴求都要達成，否則將會繼續抗爭到底。
24日下午4點，華航勞資雙方在勞動部進行勞資協商，由勞動部長郭芳煜主持，這也是首次由勞動部長主持的勞資協商。但罷工效應持續擴大，華航宣布，24晚上10時以後取消2個航班。同時，桃園市空服員職業工會考量下大雨，宣布100人留守，其他人回家待命，晚間9時再集結，並根據談判結果出爐再決定接下來行動。24日晚間，華航宣布取消25日的3航班。

### 松山機場前說明
針對6月23日華航取消桃園機場與松山機場起飛的航班，桃園市空服員職業工會發言人黃慧甄表示，華航是有人力可出勤，認為華航是要激起民怨、並將壓力全部施加給空服員，因此決定將在24日上午到松山機場對辛苦的地勤以及受耽誤的民眾說明這次空服員上罷工的理由，希望能獲得諒解。
6月24日上午，桃園市空服員職業工會約30人至松山機場大廳分送傳單，希望受延誤旅客可以體諒。現場有部分民眾支持，但也有不耐久候的民眾大罵「枉顧旅客權益」。桃園市空服員職業工會副理事長張書元則說，盼大家對此事的討論能回到原點，並非罷工造成旅客不便，而是資方拒絕溝通、不願釋出善意才讓空服員走上街頭。

### 民進黨黨部前陳情
桃園市空服員職業工會認為，蔡英文政府沒有積極制止華航一連串惡政，是失職的；因此，工會率領一百名會員來到民主進步黨中央黨部前，分別針對交通部部長賀陳旦、行政院院長林全與高雄市市長陳菊提出具體問題。
民進黨婦女部主任蔡宛芬表示，她會支持空服員爭取權益之行為，並將空服員的訴求會帶回中央黨部研議。

## 談判結果
2016年6月24日晚上九點，經過4小時半協商，勞動部次長郭國文出面對外表示，勞方提出的7項訴求皆已達成初步共識，但是否結束罷工尊重工會決定。
郭國文表示，協商過程尚稱順利，只有偶爾提高音量，但七項訴求幾乎都有共識，其中報到處部分，華航公司同意改回松山報到，也會還給勞工減少的80分鐘。84-1條部分，則同意由工會進行討論凝聚共識後，向公司正式提出。討論最久的是外站津貼，過程中一度造成僵局，何煖軒則形容整個談判過程像是脖子架著刀去談判，即使是爭議最高的外站津貼從2美元提高為5美元，他也只能在談了2.5小時後同意，都是「對方比較大聲，我講話很小聲」，但最後雙方妥協，決議分段實施，2016年7月1日先給4元美金，2017年五一勞動節調成5元美金，但僅限工會會員適用，禁止「搭便車」。
晚上9點45分，空服員工會理事長對罷工現場的空服員宣布，外站津貼將採逐步調高，且只限空服員職業工會會員享有，其餘六項訴求，資方完全接受，罷工成功。至於是否停止罷工，華航空服員工會秘書長向公司表示，因為發還1700本護照需要時間，加上空服員已抗爭一段時間，體力精神恐無法負荷，只能保證27日凌晨0時0分後報到的航班能順利起飛，在那之前空服員衡量身體狀態，評估要不要出勤，而罷工封鎖線則在晚間10點45分撤除。

## 影響與餘波
因處理勞資糾紛問題不力，華航董事長孫洪祥、總經理張有恒遭到行政院撤換。華航新任董事長由原交通部次長何煖軒接任，新任總經理由原華儲董事長謝世謙接任。
因受到罷工影響，共計有266旅遊團、5261人受影響無法出境或滯留國外，旅遊業估計至少損失新台幣五千萬元，將向華航求償。包含散客受影響的旅客超過3萬人。取消航班引發許多行程受到影響的旅客不滿，第一線的地勤人員首當其衝，成為抱怨、甚至怒罵對象，華航蔡姓地勤人員25日透過媒體表達對公司高層的不滿，為地勤叫屈。
由於在中華航空罷工事件中，在《工會法》罰款過低的情況下而發生工會幹部面臨解聘的情況，對此時代力量提案打壓工會行為最高罰款150萬元的法案修正。
2016年6月25日，中華航空企業工會招開記者會，認為華航偏袒空服員、罔顧其他近萬名員工的權益，並要求全體員工福利比照空服員辦理，不能只有職業工會會員才能獨享。華航企業工會表示，27日將召開臨時常務理監事會議，要求華航做出回應；若華航不同意，將發動旗下6大分會、近萬名會員採取相同的罷工行動；不過，為了旅客著想，不會採取突襲方式，會提前7天預告發動罷工。對此，何煖軒表示，他對華航員工將一視同仁，不過因為地勤與空服員工作型態不同，地勤沒有外站津貼的問題，因此預計下周與企業工會協商，看要如何比照職業工會的七大訴求。另外，由於同意七大訴求一年將增加近兩億元的營運成本，但是何煖軒認為這是可承受範圍，不會反應在票價上。
張有恒認為，未來恐怕國營事業高捷、台鐵也能會受到華航罷工影響。另外，華航可能因為此罷工而無法獲利。
2016年6月27日，立法院交通委員會通過臨時提案，決議要求交通部向華航前董事長孫洪祥、前總經理張有恒追究法律責任並求償因罷工的損失。對此，交通部長賀陳旦說，應該交付華航處理。根據華航公布的虧損說明，罷工期間營業收入估計減少3億元，賠償費用初步估計約2億元，總計約5億元；另外，因答應桃園市空服員職業工會的要求，初步估計每年將增加支出5.5億元。

### 取消的航班
| 日期 | 航班數 | 影響人數  | 收入減少（新台幣） |
| ---- | ------ | --------- | ------------------ |
| 6/24 | 67     | 2萬人     | 1.6億              |
| 6/25 | 55     | 超過1萬人 | 1.2億              |

## 爭議

### 交付仲裁之爭議
2016年6月29日，前華航總經理張有恒認為，桃園市政府應依職權交付仲裁，使罷工行為立即停止，但政府相關部門應作為而未作為，對旅客之權益有損失；桃園市政府新聞處處長張惇涵則回應，舊華航高層「把家人當敵人」的態度，才是造成員工怒火延燒的主因。
國民黨立委陳宜民則在立法院社會福利及衛生環境委員會提出質詢，認為華航空服員罷工原可避免，勞動部未依法將此案強制仲裁，導致罷工造成社會嚴重損失，這代表勞動部瀆職。陳宜民更指出，對於勞資爭議，《勞資爭議處理法》訂有SOP，按此SOP，華航勞資爭議應走向仲裁途徑尋求解決，勞動部應要求桃園市政府依法交付仲裁。勞動部長郭芳煜表示，當時是因認為勞資雙方還有協商可能而不交付仲裁，且交付仲裁不一定對勞方有利。

## 各界反應
- 6月23日，行政院院長林全表示，華航作為公股投資的航空公司，應成為企業經營的表率[105]；林全要求新任董事長何煖軒把整頓華航視為就任後首要任務。
- 6月24日凌晨零時，交通部部長賀陳旦前往機場關心飛機延誤狀況和瞭解罷工事件對旅客的影響，同時與華航私下討論因應措施，但未公開發表談話[106]。
- 6月24日，對於華航空服員罷工，國民黨主席洪秀柱表示，空服人員關心的工時、過勞等問題，相關單位應積極重視；交通部也應介入協調，為勞資雙方建立有效溝通管道[107]。時代力量黨主席黃國昌表示，支持華航空服員罷工，並放棄與總統蔡英文出訪巴拿馬機會，要和勞工站一起[108]。
- 6月25日，蔡英文總統正要出訪巴拿馬（英翔專案），在桃園機場發表談話對華航罷工事件提出看法，並一再強調，新政府是面對問題的政府，認真面對各位的訴求，誠懇解決問題，出訪期間，她會持續關心各位的同事，並要求行政團隊，緊盯華航新的經營團隊，全力以赴，緊盯讓事情圓滿落幕[109]。
- 6月26日，聯合報發表評論批評何煖軒對工會要求照單全收，只在尋求早日結束罷工。而空服員在達到目的後未馬上復工，損害乘客利益，且讓地勤人員面臨更大壓力。[110]。
- 6月26日華航總經理張有恒認為同意空服員工會要求代價太大，也會有失公平與公司威信。張有恒強調，經營團隊一再呼籲這次罷工應交付仲裁，但決策單位桃園市政府並未介入。否則交付仲裁後，必須停止罷工，交由公正第三方判斷。華航並非不退讓，而是預留談判籌碼、守住原則[95]。

### 陸麗霖事件補充說明
2016/6/20，陸麗霖及張獻菁兩位前華航退休空服員，主動於媒體上表明，願意於罷工期間免費義務支援華航所需之空服員人力。陸麗霖說：「我們都願意站出來，不用拿薪水，就算我不富有，我的朋友會贊助我」；張獻菁說道：「若你覺得你是千里馬、要上鞍才跑得快，沒有華航，千里馬就只是野馬，野馬是沒有目標的」。
2016/6/24，華航空服員宣告於本日凌晨零時起開始罷工，當天媒體再去詢問陸麗霖，陸麗霖改稱不再對罷工一事發言。

## 後續事件
2016年10月14日，桃園市空服員職業工會聚集400名會員在華航台北分公司前抗議，華航非理性破壞勞資關係，對6月24日簽署的團體協約大玩文字遊戲，片面違約跳票，完全沒有誠信。現場對華航台北分公司丟擲雞蛋，也與維持秩序的警方發生爭執。
2017年2月9日，臺灣鐵路產業工會發動會員兩百多人從交通部遊行至總統府，強調該會於本年春節期間發起「依法休假」行動合情合法，要求臺灣鐵路管理局全面撤銷依法休假員工的曠職單。鐵產會秘書蕭農瑀批評，蔡英文曾經力挺華航空服員罷工，如今忍無可忍發起依法休假的臺鐵員工卻遭蔡英文政府嚴懲。
2017年6月23日，桃園市空服員職業工會號召臺灣鐵路產業工會、北區捷運電聯車駕駛產業工會、台灣汽車客運業產業工會、長榮航空企業工會等運輸業工會聚集交通部前，爭取運輸業勞工休息時間，向交通部丟紅漆水球「血濺交通部」象徵運輸業勞工依然血汗超時工作。桃園市空服員職業工會理事林馨怡說，華航罷工一週年後，空服員休息時間不足、過勞沒有改善；當初勞資達成的六項協議，資方只有達成一項，其餘跳票。
2019年3月6日，桃園市空服員職業工會因華航不履行禁搭便車而對其提告。但台北地方法院認為，該次罷工所簽訂的協議因有第三人在場，依《團體協約法》規定不能為團體協約；若非團體協約，則不能以禁搭便車限制第三人權益，故當時簽訂的禁搭便車條款並沒有效力。

## 外部連結
- （繁體中文） 桃園市空服員職業工會（页面存档备份，存于）
- （繁體中文） 桃園市總工會Archive.today的存檔，存档日期2016-06-25